# Aeroportul South Indian Lake
Aeroportul South Indian Lake (IATA: XSI, ICAO: CZSN) este un aeroport din Manitoba, Canada. Aeroportul a fost tranzitat în 2017 de 0 pasageri.
Situat la o altitudine de 290 m, aeroportul dispune de o singură pistă.